# John Wallis
John Wallis, angleški matematik samouk, * 23. november 1616, Ashford, grofija Kent, Anglija, † 28. oktober 1703, Oxford.

## Življenje in delo
Wallis se je rodil kot tretji od petih otrok Johna Wallisa in Joanne Chapman. Najprej se je šolal v šoli v Ashfordu. Po izbruhu kuge je leta 1625 začel hoditi v šolo Jamesa Movata v Tenderdenu. Nato je hodil v šolo Martina Holbeacha v Felstedu. Pri petnajstih letih je obvladal aritmetiko, ko je predelal bratovo knjigo o tej temi. Odšel je študirati za zdravnika na Kolidž Emmanuel v Cambridge. Najbolj pa ga je ves čas zanimala matematika. Izbrali so ga člana Kolidža Queens.
Od leta 1649 je bil univerzitetni Savileov profesor geometrije na Univerzi v Oxfordu. Bil je Barowov učitelj. Bil je eden izmed ustanoviteljev Kraljeve družbe in eden od vodilnih in najbolj izvirnih angleških matematikov svojega časa. V svojih delih je bil predhodnik infinitezimalnega računa. Izračunal je določeni integral (pojem, ki so ga pozneje uvedli) potenčne funkcije v primeru kadar je eksponent pozitivno ali negativno, celo ali racionalno število. Znal je poiskati ploščino, ki jo omejujejo odsek na ordinatni osi, ordinati v krajiščih odseka in krivulja:
{\displaystyle y=1+x+x^{2}+...+x^{n}\!\,.}
Začetno točko odseka je po navadi postavil kar v izhodišče 0, absciso končne točke pa pisal x; ploščino je dobil kot:
{\displaystyle p=x+{\frac {x^{2}}{2}}+{\frac {x^{3}}{3}}+...+{\frac {x^{n+1}}{n+1}}\!\,,}
ki kaže na integral prejšnje funkcije. Na ta način je razširil Cavalierijevo kvadraturno formulo. V svojem najpomembnejšem delu Neskončna aritmetika (Arithmetica infinitorum), (1656) je v mnogočem postopal podobno kot tudi Cavalieri, ki je uvedel postopek nedeljivih. 
Wallis je prvi uvedel oznako {\displaystyle \infty } za neskončno veliko število. V tem delu je sistematiziral tedanje znanje Descartesa in Cavalierija o stožnicah. V tem delu pod naslovom Traktat o stožnicah (Tractatus de sectionibus conicis) (1655), ki je bil skupaj z de Wittovo knjigo Elementa curvarum linearum iz leta 1659 napisan neposredno pod Descartesovim vplivom in opisujeta algebro uporabljeno na Apolonijevih rezultatih. Tukaj se prvič pojavi natanko obrazložen pomen potence {\displaystyle x^{m}}, pri čemer je m poljubni racionalni eksponent, bodisi pozitiven ali negativen:
{\displaystyle x^{0}=1\!\,}
{\displaystyle x^{-1}={\frac {1}{x}}\!\,}
{\displaystyle x^{-n}={\frac {1}{x^{n}}}{\text{ itd.}}\!\,}
{\displaystyle x^{1/2}={\sqrt {x}}\!\,}
{\displaystyle x^{2/3}={\sqrt[{3}]{x^{2}}}{\text{ itd.}}\!\,}
{\displaystyle x^{1/n}={\sqrt[{n}]{x}}\!\,}
{\displaystyle x^{p/q}={\sqrt[{q}]{x^{p}}}\!\,}
V delu je ob reševanju kvadrature kroga določil π v obliki po njem imenovanega neskončnega produkta:
{\displaystyle {\frac {\pi }{2}}=\prod _{k=1}^{\infty }{\frac {2^{2k}}{2^{2k}-1}}={\frac {2}{1}}\cdot {\frac {2}{3}}\cdot {\frac {4}{3}}\cdot {\frac {4}{5}}\cdot {\frac {6}{5}}\cdot {\frac {6}{7}}\cdot {\frac {8}{7}}\cdot {\frac {8}{9}}\cdot {\frac {10}{9}}\cdot {\frac {10}{11}}...{\frac {2n}{2n-1}}{\frac {2n}{2n+1}}...\!\,,}
ki sicer počasi konvergira in ima pri prvih 100 tisočih števkah vrednost:
{\displaystyle \pi =3,1415769458228535\!\,,}
tako, da je pravilna šele četrta decimalka, kar ni prav dosti. V svoji knjigi Algebrski traktat (Tractatus de algebra), (izšla leta 1685) je našel π na 35 decimalk s približkom neskončnega verižnega ulomka:
{\displaystyle {\begin{aligned}\pi =&[3;7,15,1,292,1,1,1,2,1,3,1,14,2,1,1,2,2,2,2,1,84,2,1,1,15,3,13,1,3,4,2,6,6,1,\,...]\\=&\left\{3,{\frac {22}{7}},{\frac {333}{106}},{\frac {355}{113}},{\frac {103993}{33102}},{\frac {104348}{33215}},{\frac {208341}{66317}},{\frac {312689}{99532}},{\frac {833719}{265381}},{\frac {1146408}{364913}},{\frac {4272943}{1360120}},\right.\\&\left.{\frac {5419351}{1725033}},{\frac {80143857}{25510582}},{\frac {165707065}{52746197}},{\frac {245850922}{78256779}},{\frac {411557987}{131002976}},{\frac {1068966896}{340262731}},{\frac {2549491779}{811528438}},\right.\\&\left.{\frac {6167950454}{1963319607}},{\frac {14885392687}{4738167652}},{\frac {21053343141}{6701487259}},{\frac {1783366216531}{567663097408}},{\frac {3587785776203}{1142027682075}},\right.\\&\left.{\frac {5371151992734}{1709690779483}},{\frac {8958937768937}{2851718461558}},{\frac {139755218526789}{44485467702853}},{\frac {428224593349304}{136308121570117}},\right.\\&\left.{\frac {5706674932067741}{1816491048114374}},{\frac {6134899525417045}{1952799169684491}},{\frac {24111373508318876}{7674888557167847}},{\frac {102580393558692549}{32652353398355879}},\right.\\&\left.{\frac {229272160625703974}{72979595353879605}},{\frac {1478213357312916393}{470529925521633509}},{\frac {9098552304503202332}{2896159148483680659}},{\frac {10576765661816118725}{3366689074005314168}},\ldots \right\}\\=&3,141592653589793238462643383279517380029125\ldots \,\!.\end{aligned}}}
Lord Brouncker je leta 1655 na podlagi Wallisove enačbe sestavil nov posplošeni verižni ulomek za π.
V svojem delu Matematično delo (Opera Mathematica) je Wallis leta 1695 tudi prvič uporabil izraz »verižni ulomek«.
Wallis je leta 1659 objavil traktat z rešitvijo problemov o cikloidi, ki jih je predlagal Pascal. V njem je po nesreči pojasnil kako se lahko načela iz Neskončne aritmetike uporabijo za rektifikacijo algebrskih krivulj, in dal rešitev problema iskanja dolžine loka polkubične parabole:
{\displaystyle x^{3}=ay^{2}\!\,,}
ki jo je leta 1657 odkril njegov učenec Neile. Ker so bili vsi poskusi rektifikacije elipse in hiperbole neuspešni, so menili, da ni moč rektificirati nobene krivulje, kar je pokazal Descartes. Logaritemsko spiralo je rektificiral Torricelli in je bila prva (transcendentna) krivulja razen krožnice, ki so ji doložili dolžino loka. Wallisova in Neilova razširitev na algebrske krivulje je bila novost. Wren je leta 1658 rektificiral naslednjo krivuljo, cikloido.
Zgodaj leta 1658 je podobno neodvisno od Neila odkril van Heuraet. Njegovo odkritje je objavil leta 1659 van Schooten v svoji izdaji Descartesovega dela Geometria. Van Heuraet je obravnaval krivuljo v pravokotnem koordinatnem sistemu. Če sta koordinati poljubne točke {\displaystyle (x,y)\,}, {\displaystyle n\,} dolžina normale in takšni koordinati druge točke {\displaystyle (x,\eta )\,}, da velja razmerje {\displaystyle \eta :h=n:y\,}, kjer je {\displaystyle h\,} poljubna konstanta, sta, če je {\displaystyle \mathrm {d} s\,} element dolžine zahtevane krivulje, trikotnika {\displaystyle \mathrm {d} s:\mathrm {d} x=n:y\,} podobna. Zato je {\displaystyle h\,\mathrm {d} s=\eta \,\mathrm {d} x\,}. Če se najde ploščina geometrijskega mesta točk točke {\displaystyle (x,\eta )\,}, se lahko prva krivulja rektificira. Na ta način je van Heuraet rektificiral krivuljo {\displaystyle y^{3}=ax^{2}\,} in dodal, da je rektifikacija parabole {\displaystyle y^{2}=ax\,} nemogoča, ker zahteva kvadraturo hiperbole. Rešitve, ki sta jih dala Neile in Wallis so podobne van Heuraetovimi, čeprav splošno pravilo ni podano in je analiza majava. Tretjo metodo je predlagal de Fermat leta 1660, vendar ni bila elegantna in preprosta.
Wallis se je ukvarjal tudi s teologijo, logiko (Institutio logicae (Oxford, 1687)), filozofijo, etimologijo in gramatiko angleščine (Grammatica linguae Anglicanae (Oxford, 1653)) . Iznašel je tudi prvi sistem za pouk gluhonemih.
V latinščino je prevedel Ptolemeja, Bryenniusa in Porphyriusove tolmače Ptolemeja. Objavil je tudi tri pisma Oldenburgu v zvezi z uglaševanjem. Strinjal se je s temperirano uglasitvijo, ki so jo uporabljali v angleških orglah.